# کوه کرس
کوه کرس یا کیرس بزرگ (به ارمنی: Մեծ Քիրս Լեռ؛ به آذربایجانی: Böyük Kirs Dağı، ) یک کوه در قره باغ است. کوه کرس ۲٬۷۲۵ متر بالاتر از سطح دریا واقع شده‌است.

## نگارخانه

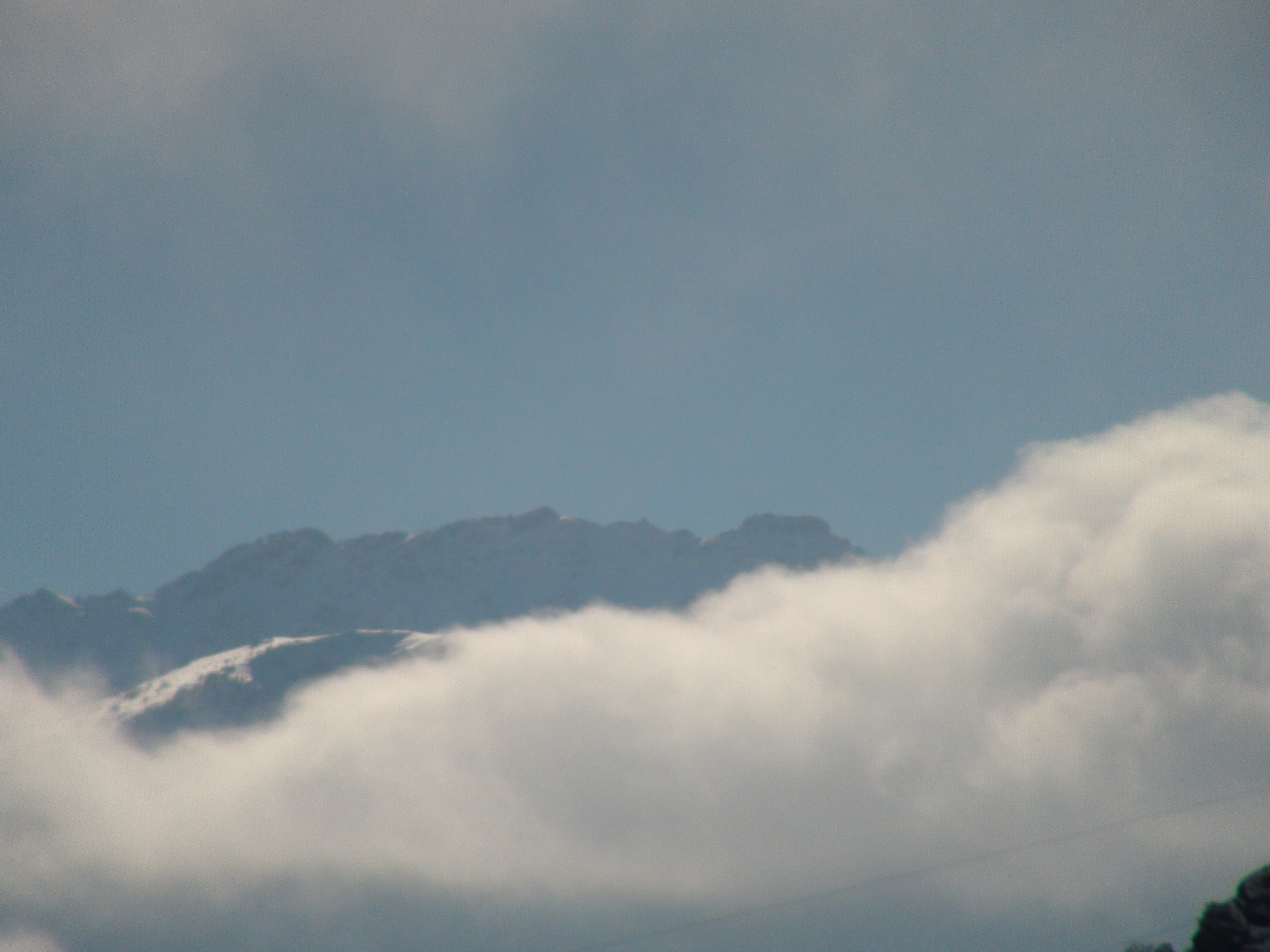
نمایی از کوه کرس آن‌گونه که از استان شوشی در فصل زمستان دیده می‌شود.
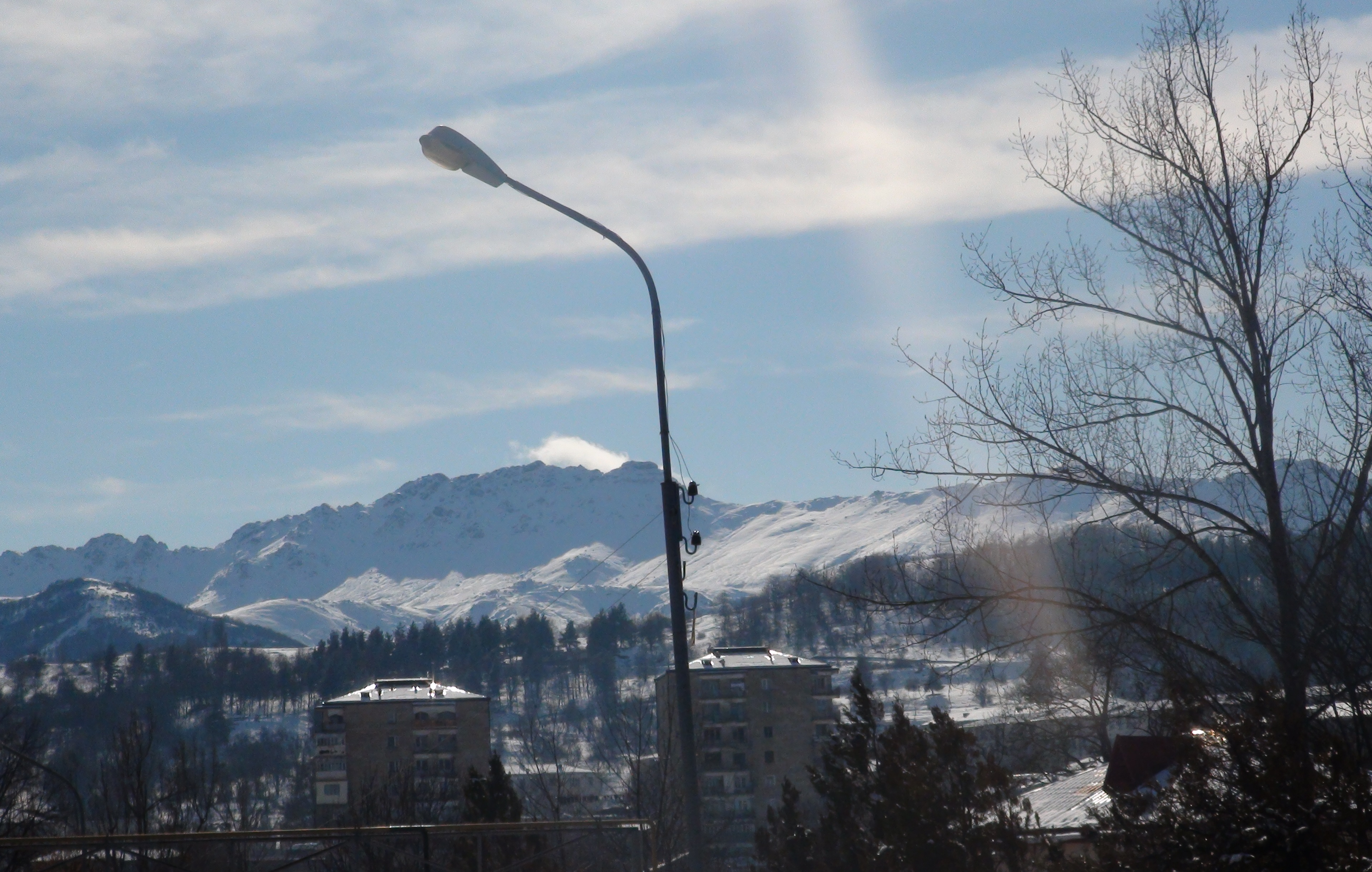
کوه کرس آن‌گونه که از شهر شوشی دیده می‌شود.
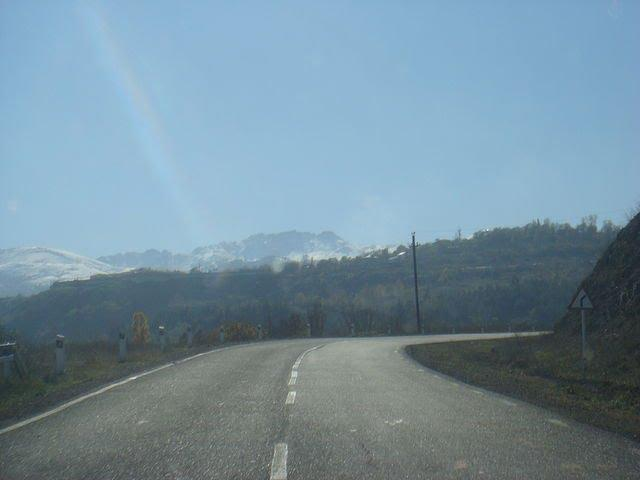
نمایی از کوه کرس از جاده